# Convento de San Francisco (Mahón)
El convento de San Francisco, del que forman parte la iglesia y el convento con su claustro, es un convento de la ciudad española de Mahón, en las Islas Baleares. Empezó a construirse en 1719 y se terminó en 1792. 

## Iglesia
La iglesia se levantó sobre otra anterior de estilo gótico de 1459, que estaba dedicada a Santa María de Jesús de Nazaret. Actualmente el templo es también iglesia parroquial.
Se trata de un templo de nave única, con decoración de arcos, de estilo barroco. En ella se encuentra la capilla de Concepción, también del mismo estilo. La fachada es maciza y tiene un pórtico de estilo románico.

## Claustro
El claustro es de planta cuadrada, con cuatro plantas; en el medio hay un pozo. Sigue líneas barrocas. Con la desamortización de 1835, el convento pasó a ser escuela de náutica, posteriormente biblioteca pública, instituto de bachillerato, casa de la Misedicordia y, finalmente, sede del Museo de Menorca.